# فروگن (آکرشوس)
فروگن (به لاتین: Frogn) یک شهرداری در نروژ است که در آکرشوس واقع شده‌است. فروگن ۸۶ کیلومتر مربع مساحت و ۱۳٬۱۵۳ نفر جمعیت دارد.

## خواهرخوانده
شهر دهستان توری خواهرخواندهٔ فروگن (آکرشوس) هست.